# نجات بندر
نجات بندر (به انگلیسی: Saving the Port) یک بازی ویدئویی در سبک استراتژی نوبتی است که به عنوان اولین بازی استراتژی ایرانی شناخته می‌شود. نجات بندر در ایران و توسط موسسه تبیان طی ۲ سال طراحی، تولید و برای مایکروسافت ویندوز عرضه شده‌است. بازی در زمان جنگ جهانی دوم و در شمال ایران جریان دارد و جنگ ایرانیان با نیرو های متفقِ شوروی را روایت می کند. به گفتۀ سازندگان، بازی به جای تمرکز بر بر خشونت، تمرکز بیشتری برای تفکر در به پیش بردن بازی دارد. این بازی موفق به کسب رتبه‌ی اول در بهترین طراحی پیام و سناریوی بازی در نخستین جشنواره ملی رسانه‌های دیجیتال در سال ۱۳۸۶ شد.

## داستان بازی
بازی جنگ جهانی دوم و ورود نیروهای شوروی به بندر انزلی و ایستادگی نیروهای ایرانی به فرماندهی یدالله بایندر را روایت می‌کند.